# Émile Koehl
Émile Koehl, född 8 mars 1921 i Strasbourg i Alsace, Frankrike, död 6 januari 2013 i Strasbourg i Alsace, Frankrike, var en fransk politiker (Unionen för fransk demokrati) och ledamot av Frankrikes nationalförsamling 1978-1993.

## Biografi
Émile Koehl var biträdande borgmästare i Strasbourg innan han 1978 invaldes som ledamot av Frankrikes nationalförsamling, där han ingick i den center- och högerprofilerade Unionen för fransk demokrati som representant för departementet Bas-Rhins första valdistrikt i centrala Strasbourg. 